# Birgu
Birgu, també anomenada Il-Birgu o Vittoriosa, és una ciutat de la República de Malta que va tenir un paper important en el setge de Malta (1565) i des de llavors gaudeix de gran prestigi a l'illa. El 2014 tenia 2.629 habitants. És una de les Tres Ciutats.
La ciutat es va establir al costat del gran port de Malta, enganxada al fort de Sant Àngel, que va servir com a principal port de l'illa. Quan els cavallers de l'orde de Sant Joan de Jerusalem van arribar-hi el 1530, van usar la ciutat com a capital de Malta, en substitució de l'antiga capital Mdina, perquè no tenia costa.
Després del setge de Malta, el gran mestre va decidir construir la ciutat de la Valletta al turó Sceberras, la península que hi ha a l'altre costat de Birgu, i hi va posar el seu nom. Després del setge, els cavallers també van donar el títol de Città Vittoriosa a la ciutat.

## Història

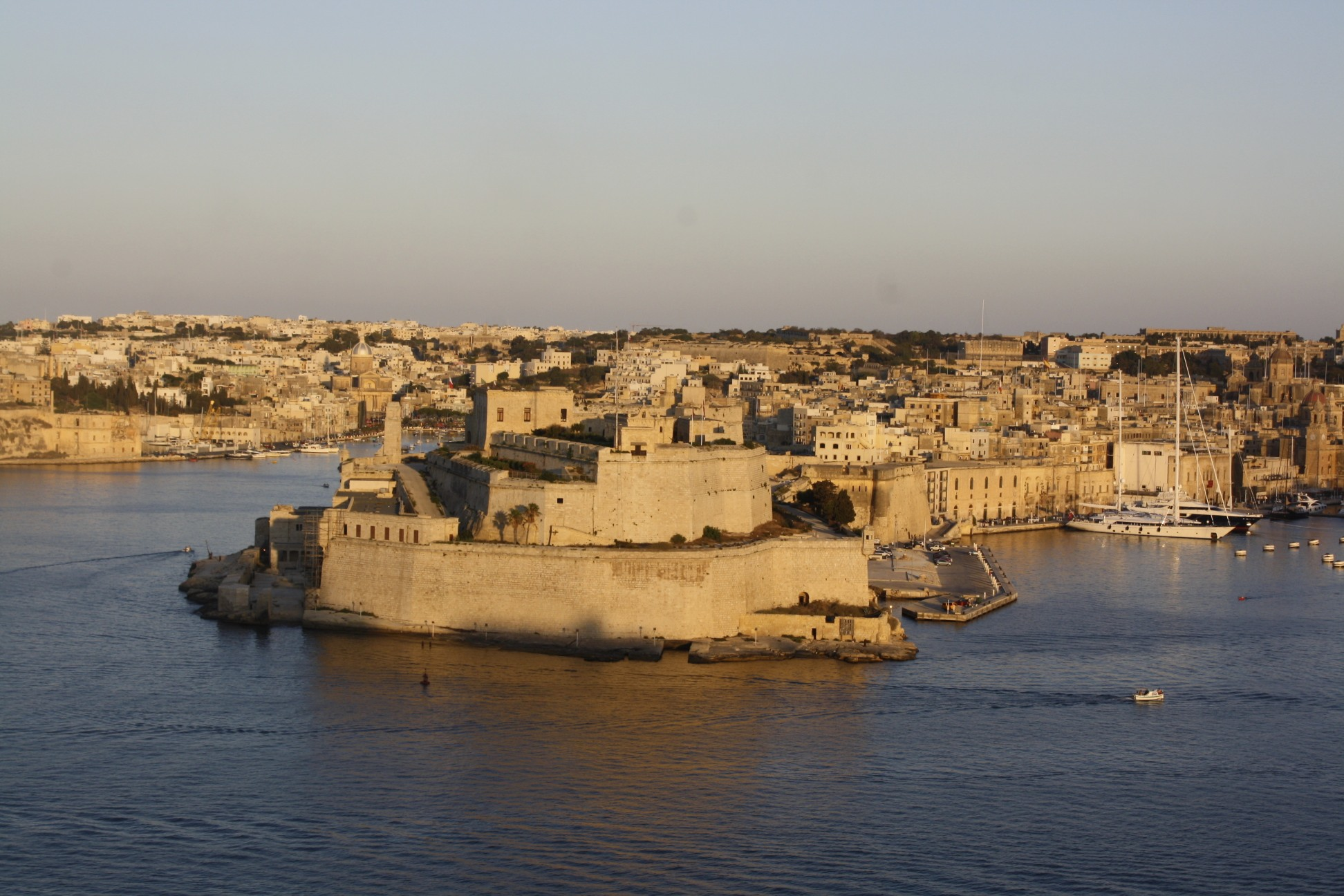
Fort Saint Angelo

Fenicis, grecs, romans, àrabs, normands, els angevins, els catalans i els cavallers Hospitallers van contribuir tots al desenvolupament de Birgu. Després de ser expulsats de Rodes per l'Imperi Otomà, l'Orde de Sant Joan va rebre Malta com a nova llar. El 1526, l'Orde va enviar a Malta una comissió formada per vuit cavallers, que representaven cadascuna de les llengües. Van descriure Birgu com una petita ciutat indefensa amb cases antigues en mal estat. Quan van arribar el 1530, van decidir fer de Birgu la capital de Malta, ja que l'antiga capital, Mdina, estava a l'interior i no s'ajustava als seus requisits navals.
La ciutat va ser fortificada a la dècada de 1530 i es va reforçar a la dècada de 1550 per preparar-se per a un atac de l'imperi otomà. Això va incloure la construcció del castell de St Angelo, una gran fortificació separada de la ciutat per un canal estret, en lloc de l'antic  Castrum Maris . El castell estava connectat a la ciutat mitjançant una passarel·la.
Birgu va ser el lloc de grans batalles entre els cavallers i l'imperi otomà durant el gran setge de Malta el 1565. Després de quatre mesos d'èxit de defensa per part dels cavallers, la ciutat va ser gairebé capturada per l'exèrcit otomà a l'agost, però fou capturat pels cavallers amb el gran mestre Jean Parisot de la Valette. Els reforços de Sicília van arribar un mes després, i el setge va ser abandonat pels otomans. Després d'això, es va construir una nova capital a la muntanya Sceberras, que duia el nom de [Valletta]. El 1571, els cavallers van traslladar el seu convent i seu a la nova capital i Birgu va perdre part de la seva importància. Malgrat això, després del setge, Birgu va rebre el títol de "Città Vittoriosa", italià per "ciutat victoriosa".
Amb l'ocupació francesa de Malta per part de Napoleó el 1798, les forces franceses van ser romandre a la ciutat. Poc després els maltesos es van rebel·lar i la zona del Gran Port va ser bloquejada pels rebels maltesos ajudats per Gran Bretanya, Portugal i Nàpols. Els francesos van acabar capitulant al setembre de 1800, i Malta es va convertir en un Protectorat britànic. La Marina Reial va establir la seva base a Birgu i les forces britàniques van romandre a Birgu fins al 1979.
El 1806, el gran magatzem de pólvora de Birgu  va esclatar, matant més de 200 persones.
Birgu va ser fortament bombardejada durant la Segona Guerra Mundial a causa de la seva proximitat a les Dressanes de Malta. Es van destruir diversos edificis històrics, entre ells la Torre del Rellotge de Birgu i ll'antic Auberge d'Allemagne.
En els darrers anys, a causa d'un acord del govern maltès amb Orde militar sobiranista de Malta, aquesta Orde Catòlica de Cavalleria ha tornat a l'illa. Aquest acord, que té una durada de 99 anys, atorga als cavallers de Malta l'ús exclusiu del Fort St Angelo a Birgu.

## Llocs d'interès

### Palau de l'Inquisidor

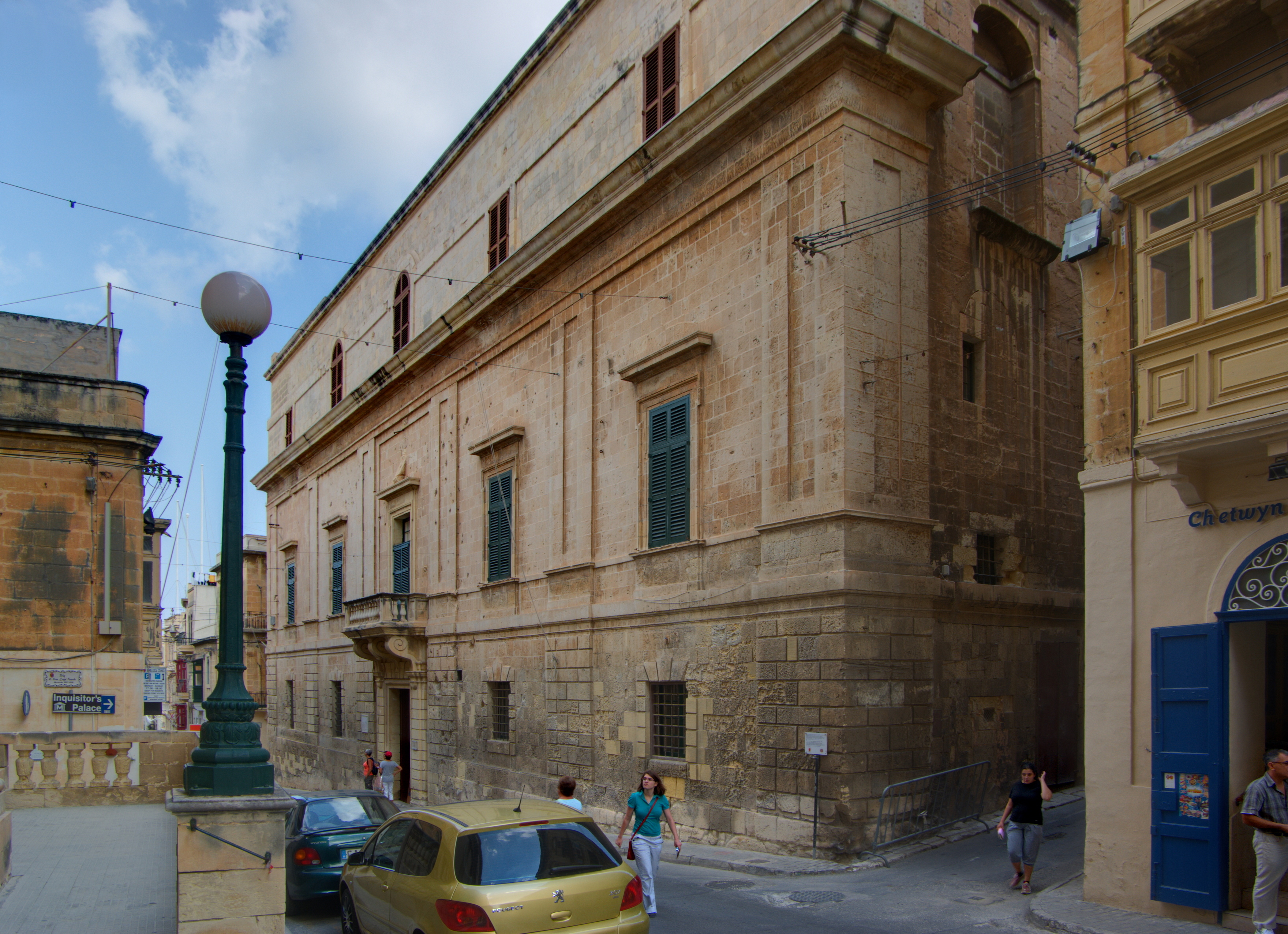
Palau de l'Inquisidor

El Palau de l'Inquisidor (Inquisitor's Palace en anglès) és actualment la seu del Museu Etnogràfic, dedicat als costums, folklore i valors religiosos dels maltesos, presentant una apreciable col·lecció d'art sacre (crucifixos, orfebreria, talles), així com vestits tradicionals i altres peces. A més, hi ha una exposició permanent sobre la Inquisició.
Aquest edifici es va construir en 1530 al voltant de tres patis per albergar els tribunals civils de l'Orde, només establir-se a Malta. Va mantenir aquest ús fins a 1571, quan els cavallers es van traslladar a La Valletta després del famós setge de 1565, deixant-lo buit. En 1575 el Gran Mestre de l'Orde va instal·lar allà el primer Inquisidor General i delegat apostòlic, monsenyor Pietro Dusina quedant com a residència oficial dels successius Inquisidors Generals.
Els successius ocupants varen anar adaptant l'edifici als seus gustos influïts pel barroc romà, fent que l'aspecte final de l'edifici presentés força diferències respecte al seu aspecte original. Les obres de restauració intenten tornar-lo a les seves formes primigènies en la mesura del possible. El resultat es pot apreciar especialment a la sala d'audiències, la cuina i els calabossos.
No obstant això, són de destacar la gran sala d'armadures (amb 63 models exposats), les estances privades de l'Inquisidor i la capella. Especialment curiosa és la porta d'entrada per on havien de passar els reus cap al tribunal que els havia de jutjar. L'altura d'aquesta porta és més aviat baixa, d'aquesta forma els reus s'havien d'acotar el cap i humiliar-se. També podem fer menció dels grafits que els presos inscrivien en les parets de les seves cel·les i del pati on es duien a terme les execucions.
El Papa va continuar nomenant inquisidors fins que en 1798 les tropes de Napoleó varen conquerir l'arxipèlag i varen abolir la institució.